# Brachypteroma ottomanum
Brachypteroma ottomanum е вид бръмбар от семейство Сечковци (Cerambycidae). Видът не е застрашен от изчезване.

## Разпространение
Разпространен е в Албания, Босна и Херцеговина, Гърция, Италия (Сицилия), Румъния, Франция, Хърватия и Швейцария.